# Lịch sử Litva
Lịch sử của Litva bắt nguồn từ các khu định cư được thành lập từ hàng ngàn năm trước, nhưng bản ghi đầu tiên về tên của đất nước này có từ năm 1009 sau Công nguyên. Người Litva, một trong những người Baltic, sau đó đã chinh phục các vùng đất lân cận và thành lập Đại công tước Litva vào thế kỷ 13 (và cũng là Vương quốc Litva tồn tại trong thời gian ngắn). Grand Duchy là một quốc gia chiến binh thành công và lâu dài. Nó vẫn độc lập quyết liệt và là một trong những khu vực cuối cùng của châu Âu chấp nhận Kitô giáo (bắt đầu từ thế kỷ 14). Một sức mạnh ghê gớm, nó trở thành quốc gia lớn nhất ở châu Âu trong thế kỷ 15 thông qua việc chinh phục các nhóm lớn người Đông Slav cư ngụ tại Ruthenia. Năm 1385, Đại công tước thành lập một liên minh triều đại với Ba Lan thông qua Liên minh Krewo. Sau đó, Liên minh Lublin (1569) đã tạo ra Khối thịnh vượng chung Litva kéo dài đến năm 1795, khi việc Phân chia Ba Lan đã xóa cả Litva và Ba Lan khỏi bản đồ chính trị. Sau đó, người Litva sống dưới sự cai trị của Đế quốc Nga cho đến thế kỷ 20.
Vào ngày 16 tháng 2 năm 1918, Litva được tái lập thành một quốc gia độc lập. Nó vẫn độc lập cho đến khi Thế chiến II bắt đầu, tại thời điểm đó Litva sáp nhập vào Liên Xô sau một cuộc trưng cầu dân ý dưới sự tổ chức của Chính phủ Cộng hòa Xã hội chủ nghĩa Xô viết Litva. Sau một cuộc chiếm đóng ngắn ngủi của Đức Quốc xã sau khi Đức Quốc xã tiến hành chiến tranh ở Liên Xô, Litva một lần nữa nhập vào Liên Xô trong gần 50 năm. Năm 1990-1991, Liên Xô tan rã, Litva đã khôi phục chủ quyền với Đạo luật Tái lập Nhà nước Litva. Litva gia nhập liên minh NATO năm 2004 và Liên minh châu Âu như một phần của sự mở rộng năm 2004.